# Mana (álbum de Nemesea)
Mana é o primeiro álbum da banda holandesa Nemesea. Foi lançado em 16 de novembro de 2004.

## Faixas
1. Nemesis (intro) – 133
2. Threefold Law – 3:44
3. Empress – 4:25
4. Angel in the Dark – 6:13
5. Mortalitas part I - The Taker – 4:48
6. Mortalitas part II - Dies Irae – 1:25
7. Mortalitas part III - Moriendum Tibi Est – 3:44
8. Mortalitas part IV - From Beneath You It Devours – 3:36
9. Lucifer – 4:16
10. Disclosure – 4:19
11. Beyond Evil – 3:52
12. Cry – 3:00

## Créditos

### Membros da banda
- Manda Ophuis - Vocais
- Hendrik Jan de Jong (HJ) - Guitarra
- Martijn Pronk - Guitarra
- Berto Booijink - Teclado
- Sonny Onderwater - Baixo
- Chris Postma - Bateria

### Participações especiais
Cordas:
- Sergey Arseniev - Violino
- Jan Buizer - Viola
- Sietse Jan Weijenberg - Violoncelo

Coral:
- Judith Bouma - Soprano
- Saskia de Vries - Soprano
- Marieke Bouma - Alto
- Mirjam Leentvaar - Alto
- Gerard van Beijeren - Tenor
- David van Royen - Baixo

Percussão:
- Ido Gerard Kempenaar

Vozes adicionais:
- Peter van Dijk - voz em Threefold Law e The Taker
- Jeroen Kriek - vocais em Dies Irae e parte falada em Moriendum Tibi Est
- Manda Ophuis - soprano e alto no coral em Nemesis, Lucifer, Empress e Moriendum Tibi Est
- Hendrik Jan de Jong - voz em Lucifer e Moriendum Tibi Est, grunts em Empress e The Taker